# St Andrew's
 (avril 2025).
Si vous disposez d'ouvrages ou d'articles de référence ou si vous connaissez des sites web de qualité traitant du thème abordé ici, merci de compléter l'article en donnant les références utiles à sa vérifiabilité et en les liant à la section « Notes et références ».
 (avril 2025).
St Andrew's est un stade de football localisé à Birmingham. C'est l'enceinte du club de Birmingham City Football Club.

## Histoire
Ce stade de 30 016 places fut inauguré le 26 décembre 1906 lors d'un match de championnat entre Birmingham City et Middlesbrough. Le record d'affluence est de 66 844 spectateurs le 11 février 1939 pour un match de FA Cup, contre Everton. Le terrain fut équipé d'un système d'éclairage pour les matchs en nocturne en octobre 1956.